# Chatfield (Minnesota)
Chatfield è una città degli Stati Uniti d'America, situata in Minnesota, divisa tra la Contea di Fillmore e la Contea di Olmsted.